# Niemiecka Formuła 2
Niemiecka Formuła 2 – cykl wyścigów samochodowych według przepisów Formuły 2, rozgrywany w Republice Federalnej Niemiec w latach 1949–1953.

## Mistrzowie
| Sezon | Mistrz        | Zespół              | Samochód       |
| ----- | ------------- | ------------------- | -------------- |
| 1949  | Toni Ulmen    | Toni Ulmen          | Veritas RS-BMW |
| 1950  | Toni Ulmen    | Toni Ulmen          | Veritas RS-BMW |
| 1951  | Paul Pietsch  | Motor-Presse-Verlag | Veritas Meteor |
| 1952  | Toni Ulmen    | Toni Ulmen          | Veritas RS-BMW |
| 1953  | Theo Helfrich | Theo Helfrich       | Veritas RS     |